# Jordi Casas-Salat i Fossas
Jordi Casas-Salat i Fossas (Barcelona, 30 de març de 1928 - Barcelona, 30 de juliol de 1999) va ser un advocat i polític català.

## Trajectòria
El 1952 es llicencià en dret a la Universitat de Barcelona. El 1949 va entrar al Front Nacional de Catalunya, edità la revista clandestina Fòrum i fou detingut arran la seva participació en la vaga de tramvies (1951); a partir d'aquest fet, el 1958, va ser l'advocat del líder d'aquest partit, Joan Cornudella i Barberà, que per segona vegada havia estat detingut per la seva activitat política contra la dictadura franquista. Intervingué com a advocat defensor de polítics davant el Tribunal d'Ordre Públic i els de la Jurisdicció Militar. El 1950 fou soci fundador de la Societat Catalana d'Estudis Jurídics, Econòmics i Socials, filial de l'Institut d'Estudis Catalans. També fou soci de l'Ateneu Barcelonès i d'Òmnium Cultural.
De 1973 a 1975 fou membre de la Comissió Catalana d'Amnistia. El 1978 va substituir Joan Cornudella i Feixa com a responsable de la comissió política de l'FNC, càrrec que ocupà fins al 1979. Va representar el FNC a l'Assemblea de Catalunya, a la Coordinadora de Forces Polítiques de Catalunya i al Consell de Forces Polítiques de Catalunya.
A les primeres eleccions després de la mort de Franco va ser candidat a les llistes del Pacte Democràtic per Catalunya, en què hi participava l'FNC. Després de deixar la militància en aquest partit va ser diputat al Parlament de Catalunya per Esquerra Republicana entre el 1980 i el 1984 en substitució de Josep Maria Poblet quan aquest va morir i entre el 1989 i el 1992 per Convergència i Unió en substitució de Josep Maria Cullell que va deixar l'escó en ser escollit membre del Congrés dels Diputats a les eleccions espanyoles del 1989.